# Alicia Tournebize
Alicia Tournebize, née le 21 juillet 2007, est une joueuse française de basket-ball évoluant au poste de pivot.

## Biographie
Elle est la fille de l’ancienne internationale française Isabelle Fijalkowski et du joueur de la JA Vichy, Laurent Tournebize. Elle est par ailleurs la nièce de l’ancienne meneuse de jeu Brigitte Tournebize.
Elle est la première Française à réaliser un dunk en match officiel, en septembre 2024, lors d’un match de NF2, quelques semaines avant Dominique Malonga. Elle récidive le 15 février 2025 lors d’un match de Coupe de France des moins de 18 ans, avec un dunk à deux mains en contre-attaque.
Elle réitère cette performance sur la scène internationale à l’occasion du championnat d’Europe des moins de 18 ans 2025, lors de la finale pour la médaille de bronze, où l’équipe de France s’impose largement contre la Belgique.

## Palmarès

### En club avec Bourges
- Vainqueur de la coupe de France –18 : 2023
- Champion de France U18 : 2024 et 2025

### En sélection nationale
- Médaille de bronze au championnat d’Europe U18 2025

## Distinctions personnelles

### En club
- Meilleure joueuse de la finale de coupe de France –18 : 2023

### En sélection nationale
- Élue dans le meilleur cinq du championnat d’Europe des moins de 18 ans 2025[4]